# جريدة الوطن (عمان)
الوطن هي صحيفة عربية يومية تنشر في عمان ووزعت دوليا. تأسست في عام 1971 ونشرت لأول مرة في 28 يناير 1971. وهي أول وأقدم صحيفة عمانية. ويبلغ حجم التداول اليومي للوطن 40 ألفا. 

## تاريخ
تأسست الوطن عام 1971 لتكون أول صحيفة عمانية. تم نشرها لأول مرة في 28 يناير 1971. كان من المقرر أن تكون صحيفة الوطن صحيفة يومية ولكن بسبب مشاكل في طبعتها نشرت أسبوعيا في بيروت، لبنان. وكان رئيس تحرير الصحيفة آنذاك نصر بن محمد الطائي. توقف نشرها وانتقلت إلى القاهرة، مصر بعد الحرب الأهلية اللبنانية؛ ثم انتقلت لاحقا إلى مدينة الكويت، الكويت. 
عندما أصبح محمد بن سليمان الطائي رئيسا تحريريا، بدأ فورا بالتخطيط للتوسع وجعل صحيفة الوطن يومية. وقد استخدم موظفين جدد وصحفيين، وغيروا عرض الصحيفة وتنظيمها. في 28 يناير 1984، أصبحت الوطن صحيفة يومية. وفي آب / أغسطس 1988، أسست الوطن مؤسستها الخاصة للنشر في عمان، حيث لا تزال الصحيفة تنشر. ونشرت الوطن العدد الأول في عمان في 26 أغسطس 1988. 
في عام 1996، تحولت الوطن إلى صيغة برودشيت ووضع شعارها. وفي 18 يوليو / تموز 1997، أطلقت الوطن موقعها على الإنترنت، مما يتيح للقراء الوصول إلى مقالاتها. في عام 1999، تغيرت الوطن إلى ورق لامع، وأصبحت أول صحيفة تستخدم هذا النوع من الورق في عمان. في عام 2001، رفعت الوطن عدد صفحات الصحيفة وأضافت أقسام جديدة للاحتفال بالذكرى الثلاثين للصحيفة. 
يعزى لها الفضل في تحسين الفنون العمانية، ويعتبر المصدر الوحيد الموثوق به لتاريخ الرياضة في سلطنة عمان. وقد نشرت الوطن صحفيين في عواصم الدول العربية والغربية الرئيسية. واعتبارا من عام 2007، أصبح لدى شركة الوطن 187 موظفا وهي الصحيفة الأكثر مبيعا في عمان. 

## الأقسام
ويوجد حاليا في صحيفة الوطن 20 صفحة. وقد بدأ العمل ب 12 صفحة، وزاد عدد الصفحات باطراد حتى وصل إلى 20 صفحة في عام 2001. وفيما يلي معلومات عن محتوى كل صفحة. 
- الصفحة 1 هي الصفحة الأولى للصحيفة وتشمل عناوين الأخبار الرئيسية في اليوم، المحلية والدولية.
- تتضمن الصفحات من 2 إلى 4 قصص إخبارية عن عمان، الأخبار المحلية الرئيسية والشؤون الجارية. وتشمل أيضا توقعات الطقس.
- الصفحات 5 و 6 تشمل أخبار الأعمال.
- الصفحات 7 إلى 10 تشمل الأخبار الرياضية، على الصعيدين المحلي والدولي.
- تعتبر الصفحات 11 و 12 أقسام الأصناف. يختلف محتوى الصفحة من يوم لآخر. على سبيل المثال من المعتاد أن يتم نشر قصائد القراء يوم السبت، في حين يوم الخميس تتضمن الصفحة معلومات عن موقع سياحي. وتنشر آراء القراء وإعلاناتهم في الصفحة 12.
- الصفحة 13 وعادة ما تتضمن الأعمدة ذات الصلة بالأدب.
- الصفحة 14 وتشمل أخبار المشاهير والتلفزيون والسينما.
- تتضمن الصفحات من 15 إلى 16 قسم «الآراء» وتحتوي على مقالات افتتاحية عن الشؤون الجارية والسياسة العمانية والدولية. كما يشمل الكاريكاتير اليومي. في بعض الأيام، ستتضمن الصفحة 16 الإعلانات.
- الصفحات 17 إلى 19 تحتوي على الأخبار المحلية والدولية. تحتوي الصفحات أيضا على أعمدة منتظمة كتبها كتاب عربيون معروفون.
- الصفحة 20 يتضمن أخبارا خفيفة ومثيرة.

## الاداره
ويتولى رئيس تحرير «الوطن» إدارة سياسة الصحيفة والإشراف على إعدادها. ويساعده مدير تحرير ونائب مدير التحرير. وتشمل إدارات الصحيفة: 
- دائرة الأخبار المحلية
- قسم الأخبار السياسية
- قسم الأخبار الرياضية
- قسم أمين التحرير
- قسم المراجعة
- قسم الإنتاج
- قسم الأرشفة
- قسم التصوير الفوتوغرافي